# Kecamatan Kebonjeruk
Kecamatan Kebonjeruk är ett distrikt i Indonesien.   Det ligger i provinsen Jakarta, i den västra delen av landet. Huvudstaden Jakarta ligger i Kecamatan Kebonjeruk.